# Rookie/Stay Gold
Rookie/Stay Gold  è un brano musicale del gruppo musicale giapponese Flow, pubblicato come loro sesto singolo il 27 aprile 2005, ed incluso nell'album Golden Coast. Il singolo ha raggiunto la sesta posizione della classifica Oricon dei singoli più venduti in Giappone, vendendo 13 421 copie.

## Tracce
CD Singolo KSCL-772
1. Rookie
2. STAY GOLD
3. SHINE

## Classifiche
| Classifica (2005) | Posizione più alta |
| ----------------- | ------------------ |
| Giappone (Oricon) | 6                  |